# Sant Girvès de Castellnou de Carcolze
Sant Girvès de Castellnou de Carcolze és una obra del municipi del Pont de Bar (Alt Urgell) protegida com a bé cultural d'interès local.

## Descripció
Es tracta d'una església de Sant Girvés de Castellnou de Carcolze és un edifici situat en vessant, que té dues plantes, de les quals la superior acull les funcions del temple i la inferior, actualment, no té un accés evident, per més que s'obren espitlleres a la seva alçada.
El temple és d'una sola nau, força ampla, capçada a llevant amb capçalera plana i coberta per quatre trams de volta de canó -els dos centrals amb llunetes i els dos extrems sense-, separats per arcs faixons que es perllonguen en pilastres de secció quadrangular. L'àmbit presbiteral es diferencia per l'existència de dues grans fornícules laterals, coronades en arc de mig punt. Al mur nord hi ha traces d'altres capelles antigament obertes. Finalment, als peus de la nau hi ha un cor de fusta en alt. Els paraments interiors del temple són de pedra vista, a excepció de les voltes, que estan arrebossades i enguixades.
Externament, l'església presenta uns paraments força irregulars parcialment arrebossats amb morter de calç, i amb la presència de carreus perfectament tallats a les cantoneres. Així mateix, hi ha traces d'enderroc al mur de llevant, que ens fa creure que, almenys en aquest sector, l'església hauria tingut algun afegit actualment desaparegut. Els carreus de les cantoneres, així com les dovelles de les finestres i espitlleres, mostren una presència sistemàtica de marques de picapedrer de dues tipologies diferents que s'alternen en tot el conjunt: una d'elles és una creu grega inscrita en un rombe i l'altra un estel format per dues creus gregues superposades en angles diferents.
El conjunt presenta nombroses obertures a l'exterior, particularment concentrades al mur sud. En aquest sector, el nivell inferior presenta dues espitlleres adovellades pròximes a la cantonada sud-est, mentre que al nivell superior, que pertany a l'església pròpiament dita, hi ha tres obertures adovellades a un nivell superior -de ponent a llevant una finestra de doble esqueixada en arc carpanell, una finestra adovellada d'esqueixada simple en arc de mig punt i una espitllera-, i, a un nivell inferior, una finestra adovellada d'esqueixada simple en arc de mig punt i una espitllera adovellada.
D'altra banda, a la part superior del mur oriental s'hi obre un ull de bou circular adovellat i al mur occidental hi ha l'accés a l'església. Aquest consisteix en una portada en arc apuntat amb una ogiva molt oberta, amb les dovelles escairades i decorades amb boles, i emmarcat per una arquivolta de secció cilíndrica que es perllonga fins a terra. Coronada per un ull de bou circular, aquesta façana occidental queda parcialment oculta per l'existència d'una edificació adossada. Externament, el temple presenta una coberta de llosa a doble vessant.
La façana de ponent es perllonga cap a sud, sense solució de continuïtat, en una antiga portada que, segons sembla, tancaria el nucli més antic de la població i possiblement al castell. Aquesta portada s'obre a través d'un arc ogival adovellat, la qual també presenta dues espitlleres adovellades, molt similars a les que s'obren al mur sud del temple, i està coronada per una petita fornícula amb un arc de forma abultada, on possiblement s'hi hauria ubicat una imatge a l'antiguitat. Aprofitant el dispositiu d'aquesta antiga estructura fortificada, s'alça sobre una volta de canó que cobreix aquest de la portada un campanar de torre de secció quadrangular al qual s'obren quatre ulls en arc de mig punt, un a cada vent, al pis superior. Corona aquest campanar una coberta piramidal de llosa amb ràfec força pronunciat. Dalt de tot d'aquesta coberta hi ha un creu de ferro forjat amb un penell i data de 1846, que podria coincidir amb la construcció o reforma -ja que no és clar que no hi hagués hagut una estructura d'aquestes característiques amb anterioritat- del campanar.
En general, hi ha molt poca bibliografia sobre aquest temple que, no obstant, presenta l'interès de les seves formes gòtiques, poc habituals en els temples parroquials de la comarca de l'Alt Urgell. Sembla que, com a mínim, una part de l'església hauria format part del dispositiu defensiu de la població de Castellnou de Carcolze a partir de finals de segle xiii o començaments del XIV, tot i que sembla que hi hauria hagut reformes importants en l'etapa barroca, potser a partir del segle xviii i, amb major seguretat, al segle xix, moment en el qual, segons sembla, s'hauria executat la construcció del campanar del torre.

## Història
Fou esmentat a l'acta de consagració de la Seu d'Urgell de l'any 839.
El lloc de Karkobite ja apareix documentat a l'acta de consagració de la catedral de la Seu d'Urgell, cosa que implica una cronologia alt-medieval, per bé que el primer esment que podem precisar cronològicament dataria de l'any 964 com a castro Carcolde, en la donació de l'alou de Sant Vicenç de Pinset feta pel seu comte Sunifred II de Cerdanya al monestir de Sant Llorenç prop Bagà. En aquest cas, el lloc de Carcolze era documentat com a afrontació d'aquest alou per la banda de ponent.
Uns anys més tard, l'any 995, en una acta de venda entre el bisbe Sal·la d'Urgell i un dels seus preveres, el bisbe reconeixia que el castell de Carcolze li havia estat cedit pel comte Borrell de Barcelona-Urgell com a garantia de la cessió de la meitat del castell de Clarà al Bages. No havent complert el pacte, el castell havia passat un any més tard al domini total i directe del bisbe, que l'havia cedit transitòriament al vescomte Guillem d'Urgell.
No gaire més tard, l'any 996, el bisbe Sal·la tornava a comprar l'esmentat castell per cedir-lo definitivament als canonges de la catedral de Santa Maria de la Seu d'Urgell. És com a bé del bisbat que el castell de Carcolze figura a la butlla que el papa silvestre II concedí a la Seu d'Urgell l'any 1001.
Finalment el castell retornaria a la comtal, que fou sancionada en un plet que tingué lloc a la vila d'Agramunt l'any 1100. Aquest primer castell de Carcolze, situat més amunt de l'actual població de Castellnou, en una partida coneguda com a "La Castellania", seria substituït per un nou castell construït cap a finals del segle xiii o començaments del segle xiv, coincidint amb la conversió del lloc de Carcolze en el darrer nucli de la Corona d'Aragó vers el Regne de Mallorca, que integrava aleshores tot l'antic comtat de Cerdanya. És en aquests moments, concretament l'any 1312, en què s'esmenta per primera vegada l'església de Sant Girvès de Castellnou de Carcolze, en el decurs d'una visita que conduïren els delegats de l'arquebisbe de Tarragona al bisbat d'Urgell de l'any 1391 figura el capellà de Castellnou de Carcolze dins del deganat de l'Urgellet. Parròquia independent fins ben entrat el segle xx, actualment la parròquia de Castellnou de Carcolze figura dins de la demarcació parroquial de Castellciutat.